# Museo del Ferrocarril de Torreón
El Museo del Ferrocarril de Torreón es un espacio de exhibición del patrimonio ferroviario de Torreón. Fue inaugurado el 7 de noviembre de 1997, con el objetivo de rescatar y difundir la historia del ferrocarril en la Comarca Lagunera y su relevancia para la historia nacional de los ferrocarriles.

## Historia del Museo
El Museo del Ferrocarril de Torreón se creó en dos etapas. En la primera se abrieron al público dos salas de exposiciones (una para el acervo fijo del museo y otra para exposiciones temporales), la fragua y una sala al aire libre donde se exhibe maquinaria de diferentes épocas de la historia del ferrocarril. En esta etapa, el acervo del museo estaba constituido por fotografías, libros, documentos, una mapoteca con mapas y planos del siglo XIX y objetos diversos.

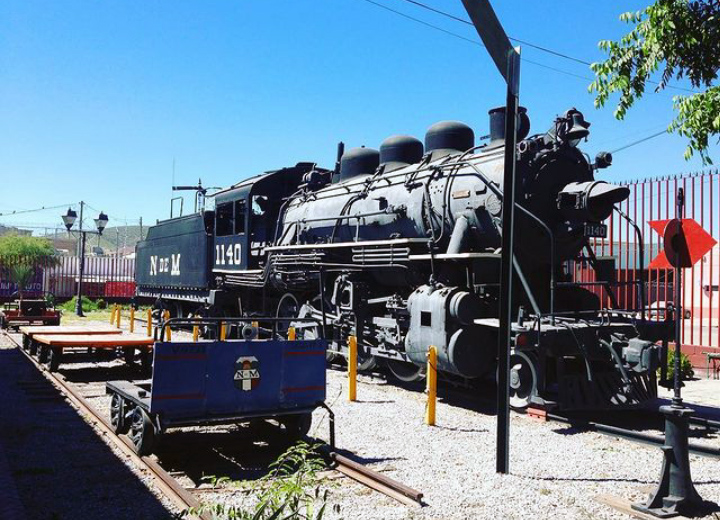
Locomotora en la entrada del Museo.

La segunda etapa se inició con la restauración de varios vagones del siglo diecinueve y su inauguración se llevó a cabo el 10 de septiembre de 1999. Los vagones restaurados cumplen diferentes funciones dentro del museo. 
Algunos de ellos son un vagón que funciona como ludoteca con actividades interactivas para niñas y niños, un vagón conocido como Vagón de la ciencia, que perteneció a la Union Pacific y que fue equipado por el Consejo Estatal de Ciencia y Tecnología con equipo de cómputo. 
Está también el vagón “Jesús García Corona, héroe de Nacozari”, que fuera un carro-escuela y que ahora es una sala audiovisual en donde se proyectan películas sobre la historia del ferrocarril. Hay también un coche-campamento en el que se pueden ver la cama, la cocina y otros objetos de la época.
Uno de los atractivos del museo es una maqueta que reproduce a escala la antigua estación ferrocarrilera. Fue creada por el arquitecto Jorge Monjarrez Gutiérrez en 1999. La maqueta reproduce el edificio principal de la estación ferrocarrilera y muestra algunas de las rutas que recorrían los trenes y que ahora recorren dos trenes eléctricos de juguete.

## Edificio

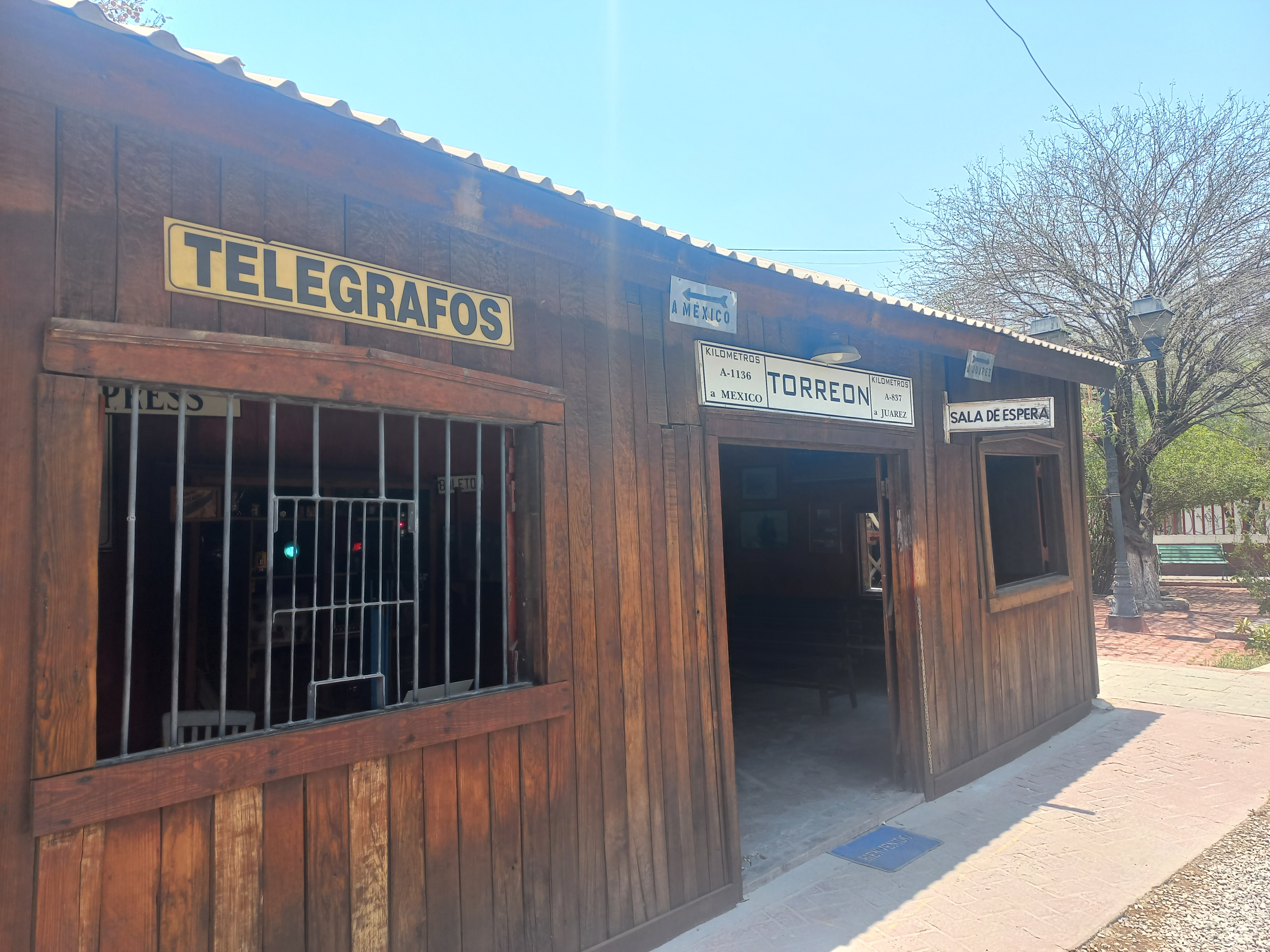
Antigua oficina de telégrafos de la estación.

El Museo del Ferrocarril está ubicado en un inmueble que data de 1907 y que formó parte de los edificios de la primera y la segunda estaciones de ferrocarriles de Torreón, que funcionaron desde el 25 de octubre de 1930 hasta mediados de 1960. Posteriormente funcionaron ahí talleres de carpintería y herrería de Ferrocarriles Nacionales de México. 
La restauración del edificio, a cargo del arquitecto Mario Mujica Encerrado, se realizó en 1997. Un año después, el Consejo Nacional para la Cultura y las Artes, dotó al Museo de equipo audiovisual y otros elementos necesarios para su funcionamiento a través del Programa de Apoyo a la Infraestructura Cultural de los Estados (Paice).